# Liste der Stolpersteine in Hamburg-Finkenwerder
Die Liste der Stolpersteine in Hamburg-Finkenwerder enthält alle Stolpersteine, die im Rahmen des gleichnamigen Kunst-Projekts von Gunter Demnig in Hamburg-Finkenwerder verlegt wurden. Mit ihnen soll Opfern des Nationalsozialismus gedacht werden, die in Hamburg-Finkenwerder lebten und wirkten.
Diese Seite ist Teil der Liste der Stolpersteine in Hamburg, da diese mit insgesamt 7139 (Stand: März 2025) Steinen zu groß würde und deshalb je Stadtteil, in dem Steine verlegt wurden, eine eigene Seite angelegt wurde.
| Adresse           | Person(en)    | Inschrift | Bilder                         | Anmerkung                            |
| ----------------- | ------------- | --- | ------------------------------ | ------------------------------------ |
| Benittstraße 26 · | Hermann Quast | Hier wohnte Hermann Quast Jg. 1936 eingewiesen 1940 Alsterdorfer Anstalten ‚verlegt‘ 1943 Heilanstalt Eichberg ermordet 18.9.1943 | Stolperstein für Hermann Quast | Eintrag auf stolpersteine-hamburg.de |